# Волленвебер, Доминик
Доминик Волленвебер (нем. Dominik Wollenweber; род. 1967) — немецкий гобоист, специализирующийся по исполнению на английском рожке, солист Берлинского филармонического оркестра, лауреат международного конкурса.

## Биография
Доминик Волленвебер родился в семье музыканта, игравшего на английском рожке в Баварском государственном оркестре. Однако сам Волленвебер не сразу пришёл к этому инструменту. Он начал заниматься музыкой как флейтист, затем в возрасте 14 лет перешёл на гобой. Вначале он учился у Хагена Вагенхайма в Мюнхенской высшей школе музыки, потом у Саймона Дента в консерватории имени Рихарда Штрауса. В 1991—1993 годах Волленвебер также занимался у солиста Берлинского филармонического оркестра Хансйорга Шелленбергера.
В начале 1990-х годов Доминик Волленбергер играл первый гобой в молодёжном оркестре Европейского союза. Некоторое время он играл в различных оркестрах в качестве приглашённого музыканта. В 1993 году Волленбергер был по конкурсу принят на вакантную должность исполнителя на английском рожке.
Помимо исполнительской деятельности, Доминик Волленбергер занимается преподаванием. Он преподаёт в Берлинской высшей школе музыки имени Эйслера, а также курирует группу деревянных духовых молодёжного оркестра имени Густава Малера. Волленбергер женат и имеет четверых детей.
Доминик Волленбергер — лауреат международного конкурса немецкой телерадиокомпании ARD и обладатель награды министерства культуры Баварии.